# 2015 في روسيا
فيما يلي قوائم الأحداث التي وقعت خلال عام 2015 في روسيا.

## رياضة
- 9 أغسطس – بطولة العالم للسباحة 2015

## أفلام
من الأفلام التي صدرت هذه السنة في روسيا:
- 1 يناير – الفجر هنا هادئ من إخراج Renat Davletyarov [الإنجليزية]‏.
- 1 يناير – الكفاح من اجل سيفاستوبول من إخراج Sergey Mokritskiy [الإنجليزية]‏.
- 1 يناير – غير ودود من إخراج ليفان جابريادزي.

## برامج ومسلسلات وأنمي
- 1 ضد 100

## كتب
من الكتب التي صدرت هذه السنة في روسيا:
- 1 يناير – خيط فضي رفيع من تأليف بولينا زيريبتسوفا.

## وفيات

### يناير
- 3 يناير – إيغور سرجون (مواليد 1957)
- 12 يناير – ايلينا اوبرازتسوفا (مواليد 1939)
- 19 يناير – فلاديمير كيساريف (مواليد 1930) لاعب كرة قدم روسي.[1]

### فبراير
- 27 فبراير – بوريس نيمتسوف (مواليد 1959) سياسي روسي.[2]

### مارس
- 1 مارس – اناتولي لوجونوف (مواليد 1926) فيزيائي روسي.
- 14 مارس – فالنتين راسبوتين (مواليد 1937)[3]
- 25 مارس – علي أبو محمد الداغستاني (مواليد 1972)

### مايو
- 2 مايو – مايا بليستسكايا (مواليد 1925)[4]

### يونيو
- 15 يونيو – جانا فريسكه (مواليد 1974)[5]
- 21 يونيو – فيو ميري (مواليد 1928) كاتب فنلندي.[6]

### يوليو
- 8 يوليو – جورجي ايفانوفيتش (مواليد 1923) مؤلف موسيقي و عازف على البيانو روسي.
- 19 يوليو – نيقولاي نيقولايفيش تزفليف (مواليد 1925) عالم نبات روسي.

### أغسطس
- 10 أغسطس – ألكسندر بويارتشوك (مواليد 1931)[7]
- 11 أغسطس – محمد أبو عثمان الغيمراوي (مواليد 1976) قاضي روسي.
- 22 أغسطس – تاتو فانهانن (مواليد 1929)[8]

### نوفمبر
- 24 نوفمبر – أوليغ بيشكوف (مواليد 1970)
- 29 نوفمبر – إلدار ريازانوف (مواليد 1927)

### ديسمبر
- 28 ديسمبر – فلاديمير شاجال (مواليد 1925)